# Vivi, flicka med melodi
Vivi, flicka med melodi är en novellsamling som är skriven av Agnes von Krusenstjerna som utkom i tryck första gången 10 mars 1936. Den innehåller novellerna:
- Glömska (dikt)
- Sommarnöje uthyres
- Ja, det förstår jag
- Under en vintermåne
- Stulet nyår
- Var så god – tack!
- Herrgårdsidyll
- Vivi, flicka med melodi
- En vagn stjälper
- Min lilla syster
- Overkliga blommor
- Det åtrådda landet
- Skärgårdsön

## Källa
- Krusenstjerna, Agnes von (1936). Vivi, flicka med melodi. Stockholm: Bonnier. Libris 14635423. http://hdl.handle.net/2077/33562
- Vivi, flicka med melodi på Projekt Runeberg